# Schwarzbinden-Rosen-Blattspanner
Der Schwarzbinden-Rosen-Blattspanner (Anticlea derivata), auch Schwarzbindiger Rosen-Blattspanner genannt, ist ein Schmetterling (Nachtfalter) aus der Familie der Spanner (Geometridae).

## Merkmale

### Falter
Die Flügelspannweite der Falter reicht von 25 bis zu 32 Millimetern. Als Grundfarbe überwiegen hellbraune, hellgraue oder rosa Tönungen. Nahe der Wurzel der Vorderflügel befindet sich eine schmale, dunkle Querbinde. Die Basalregion ist durch eine schwach gebogene, schwarzbraune Querbinde begrenzt. Am Vorderrand befindet sich ein großer dunkler Dreiecksfleck, der in eine gezackte Linie übergeht und Richtung Innenrand immer dünner wird. Durch dieses Linienmuster sind die Falter unverwechselbar. Die Hinterflügel sind braungrau und zeigen eine undeutliche Querlinie.

### Raupe
Erwachsene Raupen sind grün gefärbt und haben eine dunkelrote Rückenzeichnung, die oftmals an jedem Segmenteinschnitt einen rautenförmigen Fleck bildet. Zuweilen sind die Flecke nur auf  die Bereiche hinter dem Kopf und auf das hinterste Beinpaar reduziert.

### Puppe
Die schlanke Puppe ist von brauner Farbe und durch zwei divergierende Spitzen sowie vier an der Spitze eingerollte, feine Borsten am Kremaster charakterisiert.

## Synonyme
- Larentia nigrofasciaria

## Geographische Verbreitung und Vorkommen
Die Art ist von Nordafrika und Spanien über West- und Mitteleuropa einschließlich der  Britischen Inseln ostwärts bis zum Altai und zum Schwarzen Meer sowie nördlich bis nach Fennoskandinavien verbreitet. Im Gebirge steigt sie bis zur Waldgrenze. Der Schwarzbinden-Rosen-Blattspanner bewohnt bevorzugt sonnige Hänge, Heckengebiete, buschige Heideränder sowie Gärten und Parklandschaften.

## Lebensweise
Die nachtaktiven Falter fliegen von Ende März bis Anfang Juni in einer Generation. Tagsüber ruhen sie gern an Baumstämmen oder Bretterzäunen. Nachts besuchen sie künstliche Lichtquellen. Die Raupen findet man von Mai bis Juli. Zu ihrer Nahrung zählen die Blätter verschiedener Rosenarten (Rosa), wobei Blüten und junge Blätter bevorzugt werden. Die Art überwintert als Puppe, u. a. im Mulm alter Rosenstöcke.

## Gefährdung
Der Schwarzbinden-Rosen-Blattspanner kommt in den deutschen Bundesländern in unterschiedlicher Anzahl vor und wird auf der Roten Liste gefährdeter Arten auf der Vorwarnliste geführt.